# Palazzo Ungaro

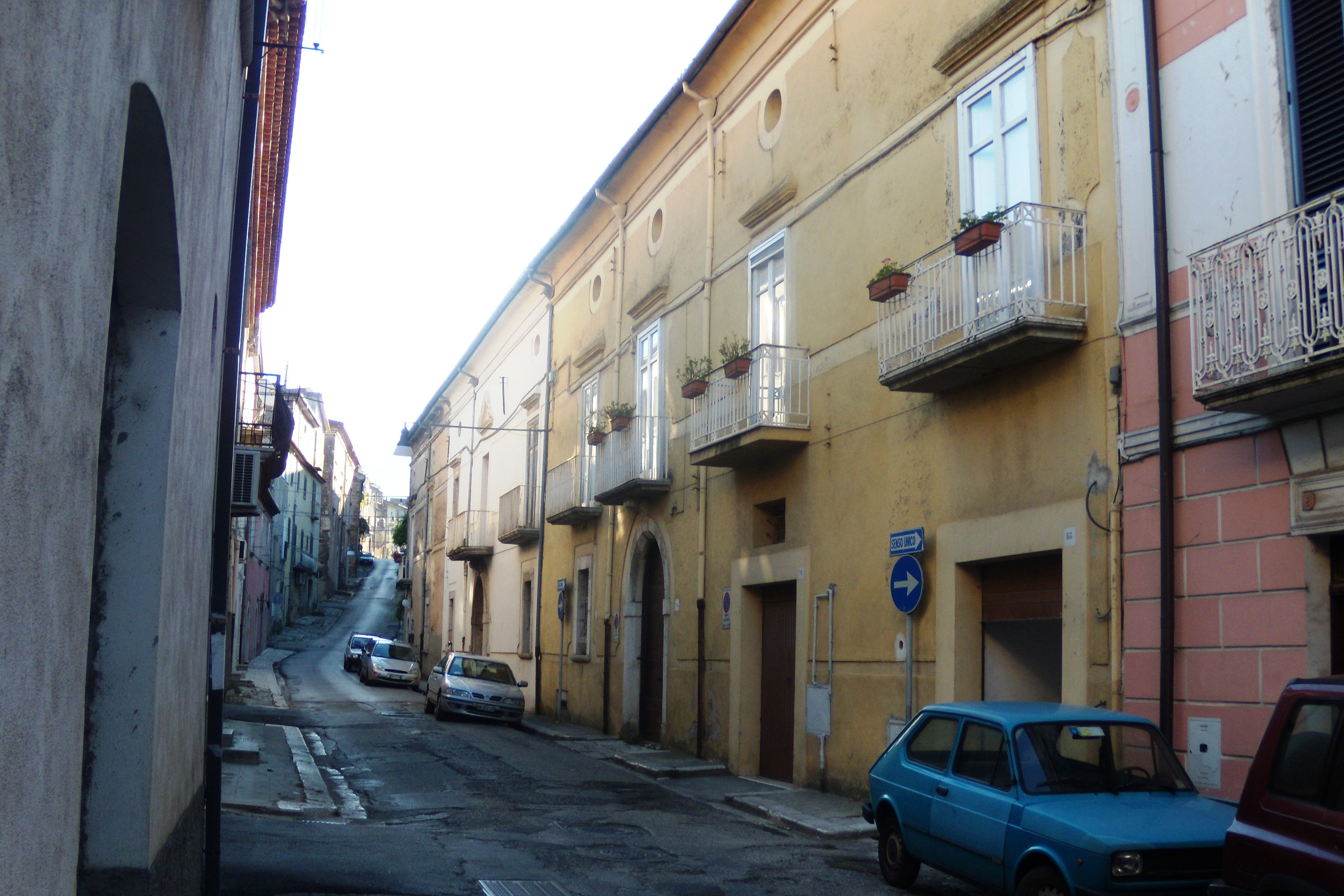
Palazzo Ungaro in Cerreto Sannita

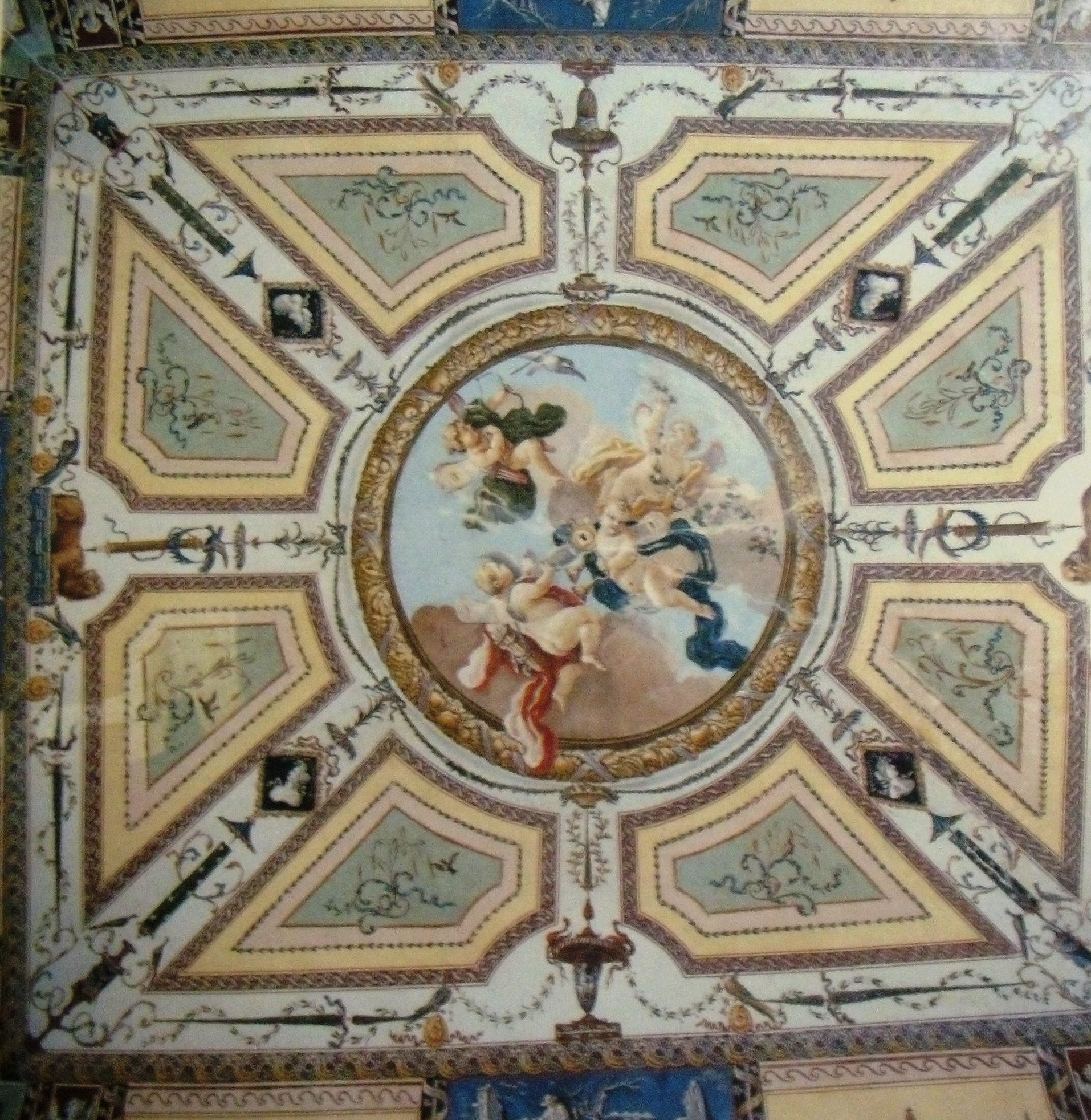
Detail des Gewölbes in einem der Säle des Palastes mit Fresken, die Francesco Celebrano zugeschrieben werden.

Der Palazzo Ungaro ist ein Palast aus dem 18. Jahrhundert in Cerreto Sannita in der italienischen Region Kampanien. Er liegt in der Via Michele Ungaro am Parco regionale del Matese.

## Geschichte
Das Gebäude entstand 1780 aus der Fusion zweier früherer Paläste, die Alfonso Valletta, bzw. Giovan Angelo Mazzacane, gehörten; beide waren sofort nach dem Erdbeben erbaut worden, das 1688 Cerreto antica zerstörte.
Die Vereinigung der beiden Wohnhäuser ist den Ungaros zu verdanken, die ab 1726 dort wohnten, als der Graf Carafa Giulio Ungaro den Teil des Komplexes schenkte, der vorher den Vallettas gehört hatte, und zwar als Anerkennung seiner Dienste als Gouverneur der Grafschaft.
Die Ungaros, denen der Palast bis zum Aussterben der Familie Mitte des 20. Jahrhunderts gehören sollte, ließen das Piano nobile mit Goldschmiedearbeiten, Gemälden, Vergoldungen, Wandteppichen und Fresken verschönern.
In diesem Gebäude wurde Michele Ungaro, der spätere erste Präsident der Provinz Benevento nach der Vereinigung Italiens, geboren.
In diesem Palast fand am 3. März 1881 die Gründungsversammlung der Società di Mutuo Soccorso fra li Operai di Cerreto Sannita statt.

## Beschreibung
Der ursprüngliche Bau wurde mehrmals umgebaut, insbesondere bei den Restaurierungsarbeiten nach dem Erdbeben von 1980.
Die beiden großen Eingangsportale waren früher die Eingänge zu den beiden Palästen, die von den ‚‘Ungaros‘‘ Ende des 18. Jahrhunderts vereinigt wurden: Rechts zum Mazzacane-Flügel, links zum Valletta-Flügel.
Einige Säle im Piano nobile sind mit Fresken verziert, die Francesco Celebrano zugeschrieben werden. Entlang der Wände sind einfarbig blau Szenen der Volkskultur abgebildet, während die Gewölbedecke mit Putten verziert wurde. Die Grotesken zeigen einige Analogien mit denen im Schloss Caserta.
Im Garten gab es einen Brunnen aus behauenem Stein, der nach dem Zweiten Weltkrieg abgerissen, demontiert und in Teilen an der Provinzstraße von Cerreto Sannita nach Telese wiederaufgebaut wurde; er heißt nun Fontana di Monsignore.